# Enzo Nistri
Enzo Nistri, né Lorenzo Nistri en 1923 à Rome où il meurt en avril 2008, est un artiste italien, auteur de plusieurs milliers d’affiches de cinéma des années 1950 aux années 1980. Enzo Nistri est le frère aîné de Giuliano Nistri, né en 1926, également affichiste de cinéma.

## Œuvre
Lorenzo Nistri collabore de 1950 à 1985 avec la plupart des firmes cinématographiques présentes sur le marché italien (Metro-Goldwyn-Mayer, Paramount, Warner Bros., Columbia, Universal et 20th Century Fox). Il signe « Enzo Nistri » plus de 3000 affiches (et leurs dérivés : brochures, plaquettes, insertions dans la presse, etc) pour la diffusion des films, principalement en Italie. Luchino Visconti fait spécifiquement appel à Enzo Nistri pour les affiches de ses films Lo straniero (L’Étranger, 1967), La caduta degli dei (Les Damnés, 1969), Ludwig (Ludwig : Le Crépuscule des dieux, 1973) et Gruppo di famiglia in un interno (Violence et Passion, 1974). En outre, Enzo Nistri est l’auteur de nombreuses œuvres figuratives (peintures sur carton) représentant des acteurs ou inspirées de scènes de films.
Il crée également des illustrations de couverture de livres pour les éditeurs Rizzoli et Baldini & Castoldi, et travaille comme illustrateur (livres et calendriers) pour l’Arme des Carabiniers (corps de gendarmerie de la République italienne).

## Affiches de cinéma

### Années 1950
- 1950 : La carovana maledetta, de Roy Rowland
- 1952 : Viva Zapata!, d’Elia Kazan
- 1953 :
  - Jangal, de George Sherwood
  - Pane, amore et fantasia, de Luigi Comencini
- 1955 :
  - Allarme, sezione omicidi, de William Witney
  - All'inferno e ritorno, de Jesse Hibbs
  - Il grande matador, de Budd Boetticher
  - Il vendicatore nero, de Henry Levin
  - Ore disperate, de William Wyler
- 1956 :
  - Anastasia, d’Anatole Litvak
  - Il porto del vizio, de John Guillermin
  - Uno sconosciuto alla mia porta, de William Witney
- 1957 :
  - Duello nell'Atlantico, de Dick Powell
  - I lancieri del Bengala, de Henry Hathaway
  - Il jolly è impazzito, de Charles Vidor
  - Il segno della legge, d’Anthony Mann
  - La curva del diavolo, de Cornel Wilde
  - Le avventure dei tre moschettieri, de Joseph Lerner
  - Sfida all' O.K. Corral, de John Sturges
- 1958 :
  - I giovani leoni, d’Edward Dmytryk
  - La donna che visse due volte, d’Alfred Hitchcock
  - Un marito per Cinzia, de Melville Shavelson
- 1959 :
  - Amanti nelle tenebre, de Denys de La Patellière
  - Il giorno della vendetta, de John Sturges
  - Lampi nel sole, de Russell Rouse
  - Le colline dell'odio, de Robert Aldrich

### Années 1960
- 1960 :
  - Cimarron, d’Anthony Mann
  - La spiaggia del desiderio, de Henry Levin
  - Notorious !, d’Alfred Hitchcock
  - Tarzan il magnifico, de Robert Day
- 1961 :
  - Colazione da Tiffany, de Blake Edwards
  - I due volti delle vendetta, de Marlon Brando
  - Il fuorilegge della valle solitaria, de Michael Carreras
  - Il pozzo e il pendolo, de Roger Corman
  - Il ritorno dell'assassino, de Byron Haskin
  - Stasera ho vinto anch'io, de Robert Wise
- 1962 :
  - Gli ammutinati del Bounty, de Lewis Milstone et Carol Reed
  - Hatari!, de Howard Hawks
  - Il falso traditore, de George Seaton
  - La dolce ala della giovinezza, de Richard Brooks
  - Sensi inquieti, de Stellio Lorenzi
  - Va e uccidi, de John Frankenheimer
- 1963 :
  - Amori proibiti, de Robert Stevens
  - Cocktail per un cadavere, d’Alfred Hitchcock
  - Il limite della vergogna, de Cyril Frankel
  - Il servo, de Joseph Losey
  - Intrigo a Stoccolma, de Mark Robson
  - La ballata del boia, de Luis García Berlanga
  - L'uomo dalla maschera di ferro, de Henri Decoin
  - Marilyn un mito di un'epoca, de Harold Medford
  - Mia moglie ci prova, de Don Weis
  - Nove ore per rama, de Mark Robson
- 1964 :
  - Crisantemi per un delitto, de René Clément
  - Jess il bandito, de Nunnally Johnson
  - L'amico di famiglia, de Robert Thomas
  - Tamburi ad ovest, de William Witney
  - Tra due fuochi, de Guy Hamilton
  - Viva Las Vegas, de George Sidney
  - Zulu, de Cy Endfield
- 1965 :
  - Erasmo il lentigginoso, de Henry Koster
  - I morituri, de Bernhard Wicki
  - Tutti insieme appassionatamente, de Robert Wise
- 1966 :
  - Batman, de Leslie H. Martinson
  - Cerimonia per un delitto, de J. Lee Thompson
  - Dracula, principe delle tenebre, de Terence Fisher
  - El Greco, de Luciano Salce
  - I 9 di Dryfork City, de Gordon Douglas
  - Intrigo internazionale, d’Alfred Hitchcock
  - Modesty Blaise - La bellissima che uccide, de Joseph Losey
  - Quelli della San Pablo, de Robert Wise
  - Rasputin, il monaco folle, de Don Sharp
  - U112 assalto al Queen Mary, de Jack Donohue
- 1967 :
  - A piedi nudi nel parco, de Gene Saks
  - Due per la strada, de Stanley Donen
  - Il massacro del giorno di San Valentino, de Roger Corman
  - Intrigo a Cape Town, de Robert D. Webb
  - La valle delle bambole, de Mark Robson
  - Lo straniero, de Luchino Visconti
- 1968 :
  - Dolce veleno, de Noel Black
  - Il moi amico il diavolo, de Stanley Donen
  - Il pianeta delle scimmie, de Franklin Schaffner
  - Inchiesta pericolosa, de Gordon Douglas
  - La signora nel cemento, de Gordon Douglas
  - Un giorno… di prima mattina, de Robert Wise
  - Una sera… un treno, d’André Delvaux
- 1969 :
  - El Verdugo, de Tom Gries
  - La caduta degli dei, de Luchino Visconti

### Années 1970
- 1970 :
  - 23 pugnali per Cesare, de Stuart Burge
  - Chisum, d’Andrew V. McLaglen
  - Fate la rivoluzione senza di noi, de Bud Yorkin
  - La moglie del prete, de Dino Risi
  - Quando i dinosauri si mordevano la coda, de Val  Guest
- 1971 :
  - La tenda rossa, de Mikhaïl Kalatozov
  - L'adultera, de Ingmar Bergman
  - Le pistolere, de Christian-Jaque
  - Sadismo, de Donald  Cammell
  - Shaft il detective, de Gordon Parks
  - Una messa per Dracula, de Peter Sasdy
- 1972 :
  - Che cosa è successo tra mio padre e tua madre?, de Billy Wilder
  - Il caso Mattei, de Francesco Rosi
  - Il pirata dell'aria, de John Guillermin
  - Joe Kidd, de John Sturges
  - Libero di crepare, de Martin Goldman
  - Nessuna pietà per Ulzana, de Robert Aldrich
- 1973 :
  - Chi ucciderà Charley Varrick?, de Don Siegel
  - Gli ultimi 10 giorni di Hitler, d'Ennio De Concini
  - Heritage italiana presenta il triticco dei film maledetti
  - La scala della follia, de Don Sharp
  - La valle lunga, de Robert Totten
  - Lo straniero senza nome, de Clint Eastwood
  - Squadra speciale con licenza di sterminio, de Ted V. Mikels
- 1974 :
  - Gruppo di famiglia in un interno, de Luchino Visconti
  - Il colpo della metropolitana (Un ostaggio al minuto), de Joseph Sargent
  - L'assassino a riservato nove poltrone, de Giuseppe Bennati
  - Orgasmo bianco, de Robert Butler
- 1977 :
  - Godzilla, de Ishirō Honda